# 진 딕슨

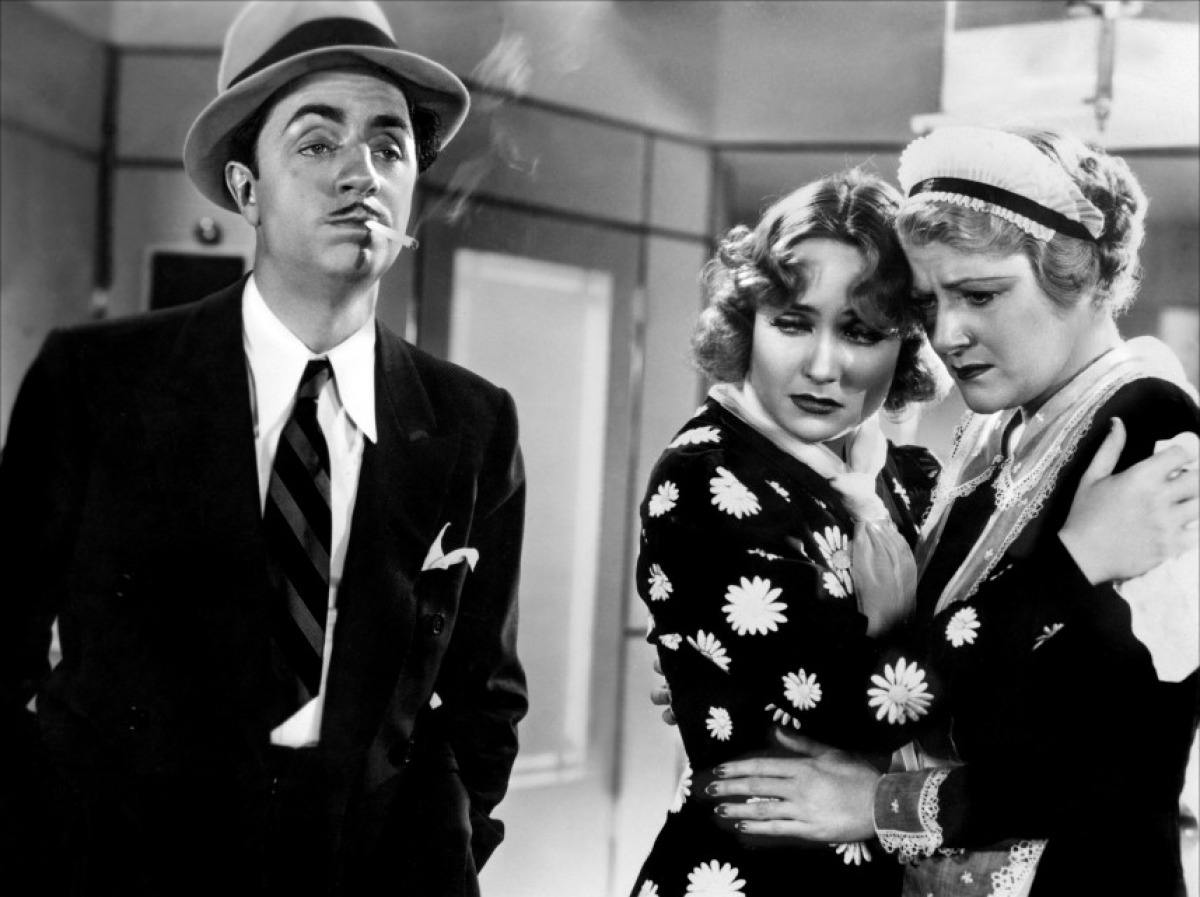

진 딕슨(Jean Dixon, 1896년 7월 14일 ~ 1981년 2월 12일)은 미국의 연극 배우, 영화배우, 텔레비전 배우이다.
워터베리에서 태어났으며 뉴욕에서 사망하였다.

## 영화
- 어떤 휴가 (1938년) - 수잔 포터 역
- 단 한 번뿐인 인생 (1937년)
- 마이 맨 갓프리 (1936년)
- 새디 맥키 (1934년)